# Drescoma
Drescoma is een geslacht van vlinders van de familie snuitmotten (Pyralidae), uit de onderfamilie Phycitinae.

## Soorten
- D. cinilixa Dyar, 1914
- D. cyrdipsa Dyar, 1914